# ماجی‌موتو
ماجی‌موتو روستایی در استان ریفت والی، کنیا می‌باشد.